# Степановских, Анатолий Сергеевич
Анатолий Сергеевич Степановских (21 августа 1939, Лебяжье, Челябинская область — 21 мая 2023, Курганская область) — советский и российский учёный, доктор сельскохозяйственных наук, профессор, заслуженный агроном Российской Федерации,
заслуженный деятель науки Российской Федерации.

## Биография
Анатолий Сергеевич Степановских родился 21 августа 1939 года в селе Лебяжье Лебяжского сельсовета Уксянского района Челябинской области, ныне село входит в Далматовский муниципальный округ Курганской области.
В 1958 году поступил и в 1963 году окончил агрономический факультет Курганского государственного сельскохозяйственного института.
С 1963 по 1967 годы работал главным агрономом колхоза «Путь Ленина» Увельского района Челябинской области. В 1966 году без отрыва от производства окончил педагогический факультет Московской сельскохозяйственной академии имени К. А. Тимирязева.
В 1967 году поступил в аспирантуру Курганского государственного сельскохозяйственного института.
С 1970 года работал в Курганском государственном сельскохозяйственном институте, который в 1994 году был преобразован в Курганскую государственную сельскохозяйственную академиею им. Т.С. Мальцева. Вначале — ассистент кафедры защиты растений.
В 1971 году защитил кандидатскую диссертацию в диссертационном совете при биологическом отделении АН Армянской ССР, ему присуждена учёная степень кандидата биологических наук.
С 1973 года — старший преподаватель кафедры защиты растений КГСХИ.
С 1976 года — декан агрономического факультета КГСХИ. В 1977 году присвоено учёное звание доцента. В 1986 году возглавил кафедру.
С 1988 по 2002 год — проректор по научной работе КГСХИ. В 1991 году присвоено учёное звание профессора.
В 1991 году защитил докторскую диссертацию «Головневые болезни ячменя», ему присуждена степень доктора сельскохозяйственных наук.
С 1993 года возглавлял кафедру экологии и защиты растений КГСХА.
Анатолий Сергеевич Степановских умер 21 мая 2023 года. Похоронен на кладбище «Гренада» села Лесниково.

## Научная деятельность
Научная деятельность была связана с защитой растений и экологией. Он возглавлял в КГСХИ научную школу по разработке экологически безопасной системы защиты сельскохозяйственных культур от вредителей, болезней и сорняков в Зауралье. Под его руководством защищено 14 кандидатских диссертаций.
Автор 190 научных и методических работ. Учебники по экологии и охране окружающей среды изданы общим тиражом свыше 120 тысяч экземпляров, используются в вузах России, стран СНГ и Монголии при подготовке студентов по биологическим и экологическим специальностям.
- Степановских А.С. Защита ячменя от головни. — М.: Росагропромиздат, 1989. — 60 с. — 20 000 экз. — ISBN 5-260-00160-5.[4]
- Степановских А.С. Головневые болезни ячменя. — Челябинск: Юж.-Урал. кн. изд-во, 1990. — 397 с. — 1000 экз. — ISBN 5-7688-0416-1.[5]
- Степановских А.С. Общая экология : учебник для студентов вузов. — М., Курган: Изд.-полигр. предприятие «Зауралье», 1996. — 463 с. — 2000 экз.[6]
- Степановских А.С. Экология : учебное пособие для студентов высших учебных заведений по биологическим и сельскохозяйственным специальностям. — Курган: Зауралье, 1997. — 617 с. — ISBN 5-87247-010-Х.
- Степановских А.С. Охрана окружающей среды. — Курган: Зауралье, 1998. — 511 с. — 1000 экз. — ISBN 5-87247-133-5.[7]
- Степановских А.С. Общая экология : учебник для студентов вузов. — Изд. 2, перераб. и доп.. — Курган: Зауралье, 1999. — 512 с. — ISBN 5-87247-159-9.
- Слобожанина Е.А., Степановских А.С. Защита картофеля от колорадского жука в Зауралье. — Курган: Зауралье, 2003. — 160 с. — 500 экз. — ISBN 5-87247-317-6.
- Степановских А.С. Прикладная экология : охрана окружающей среды. — М.: ЮНИТИ-ДАНА, 2003. — 751 с. — 30 000 экз. — ISBN 5-238-00484-2.

## Награды и звания, премии
- Звание «Заслуженный агроном Российской Федерации», 6 января 1995 года[8]
- Звание «Заслуженный деятель науки Российской Федерации», 25 сентября 1999 года[9]
- Звание «Почётный работник высшего профессионального образования Российской Федерации»
- Медаль «За трудовую доблесть»
- Медаль «Ветеран труда»
- Медаль имени М. В. Ломоносова
- Почётные грамоты Министерства сельского хозяйства и Министерства охраны окружающей среды Российской Федерации, общества «Знание» Российской Федерации.
- Лауреат премии Главы администрации (Губернатора) Курганской области в сфере науки и техники за 1995-1996 и 1998 годы
- Лауреат премии имени Т. С. Мальцева
- Победитель конкурсов за лучшее учебное издание высших учебных заведений Министерства сельского хозяйства Российской Федерации «Аграрная учебная книга – 2005» и «Аграрная учебная книга – 2009».

## Семья
Отец Сергей Никифорович Степановских (1918—1942, погиб в плену), мать Анна Павловна.
Жена Галина Сергеевна, дочери Марина и Ирина.